# Ranua djurpark
Ranua djurpark i Ranua i Lappland i Finland, som öppnades 1983, är Finlands nordligast belägna djurpark och en av landets få vildmarksdjurparker. I den året runt öppna parken, som ligger omkring 80 kilometer söder om Rovaniemi, finns cirka 200 vilda djur tillhörande ett femtiotal olika arter. Sommartid utökas aktivitetsutbudet med en husdjurspark, en sagopark, en bilbana och möjlighet att rida. Det finns semesterlägenheter, en restaurang, ett kafé, en vinbutik och en godisaffär inom området.
De stora inhägnaderna för djuren ligger på vardera sida om en 2,8 kilometer lång skogsstig, varav stora delar täcks av en gångbro i trä.

## Bildgalleri

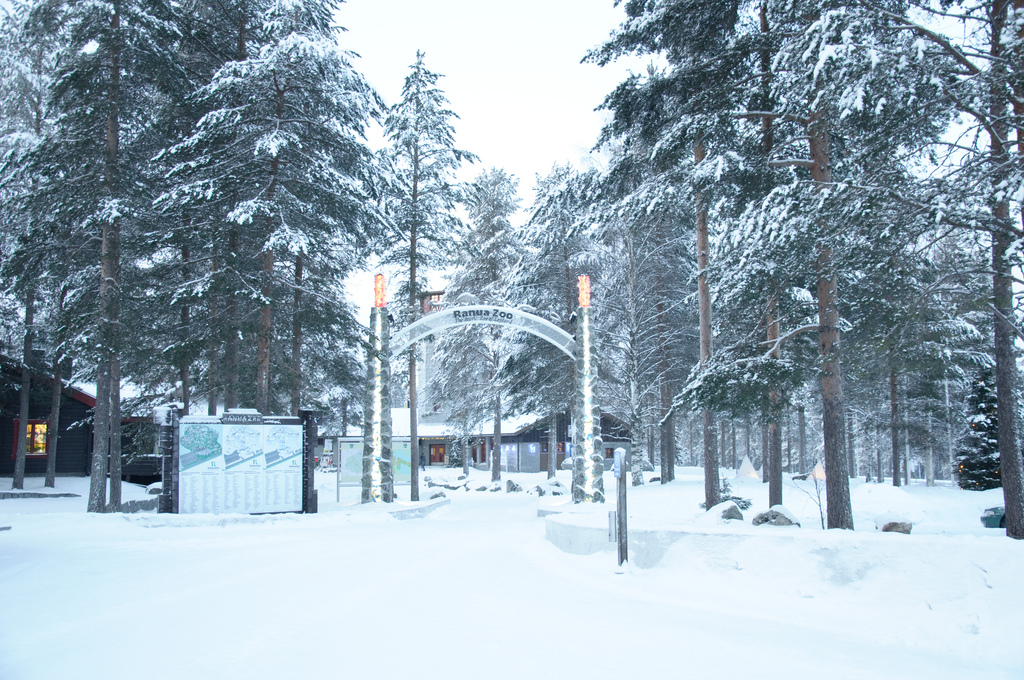
Entrén till Ranua djurpark.
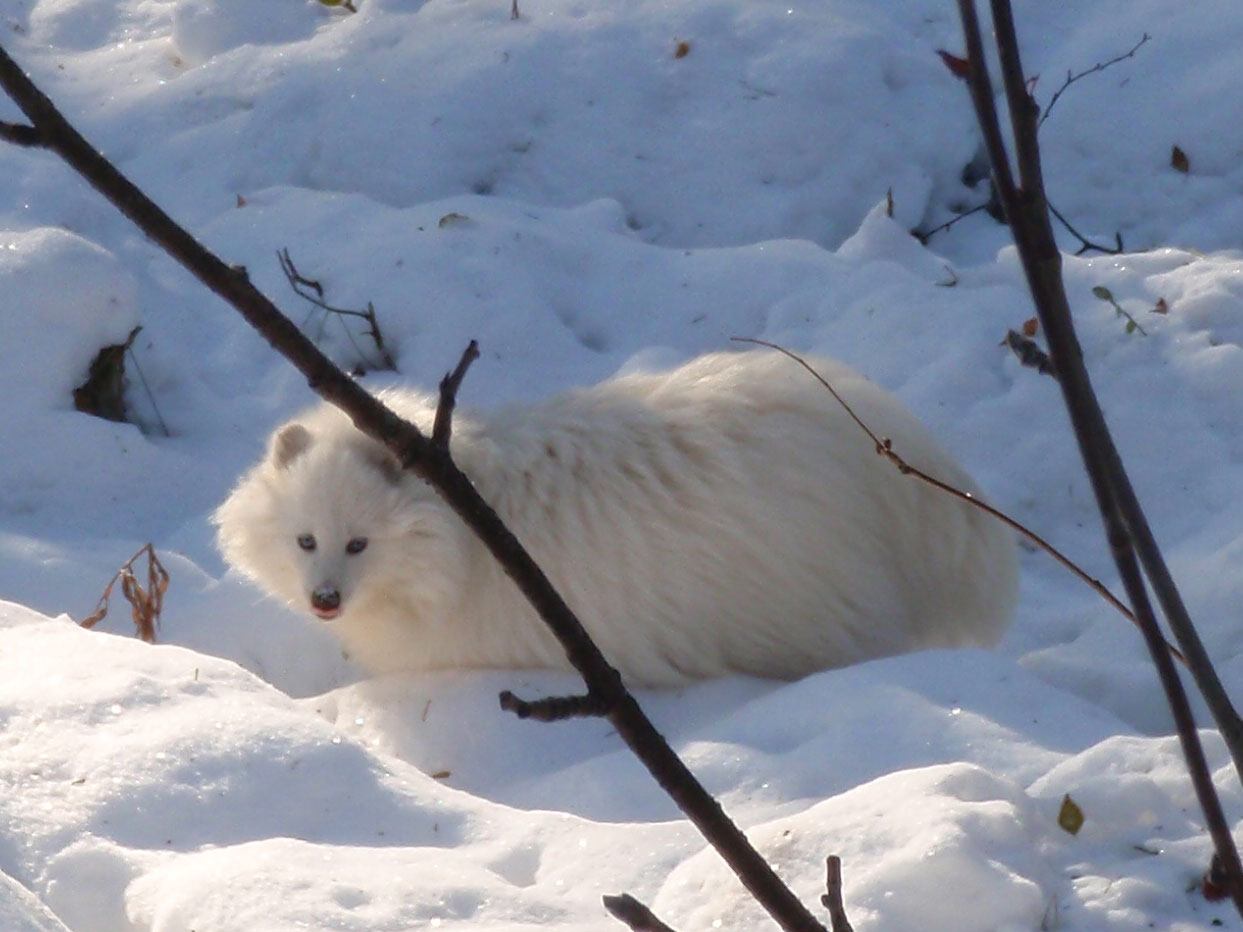
Mårdhund i Ranua djurpark.
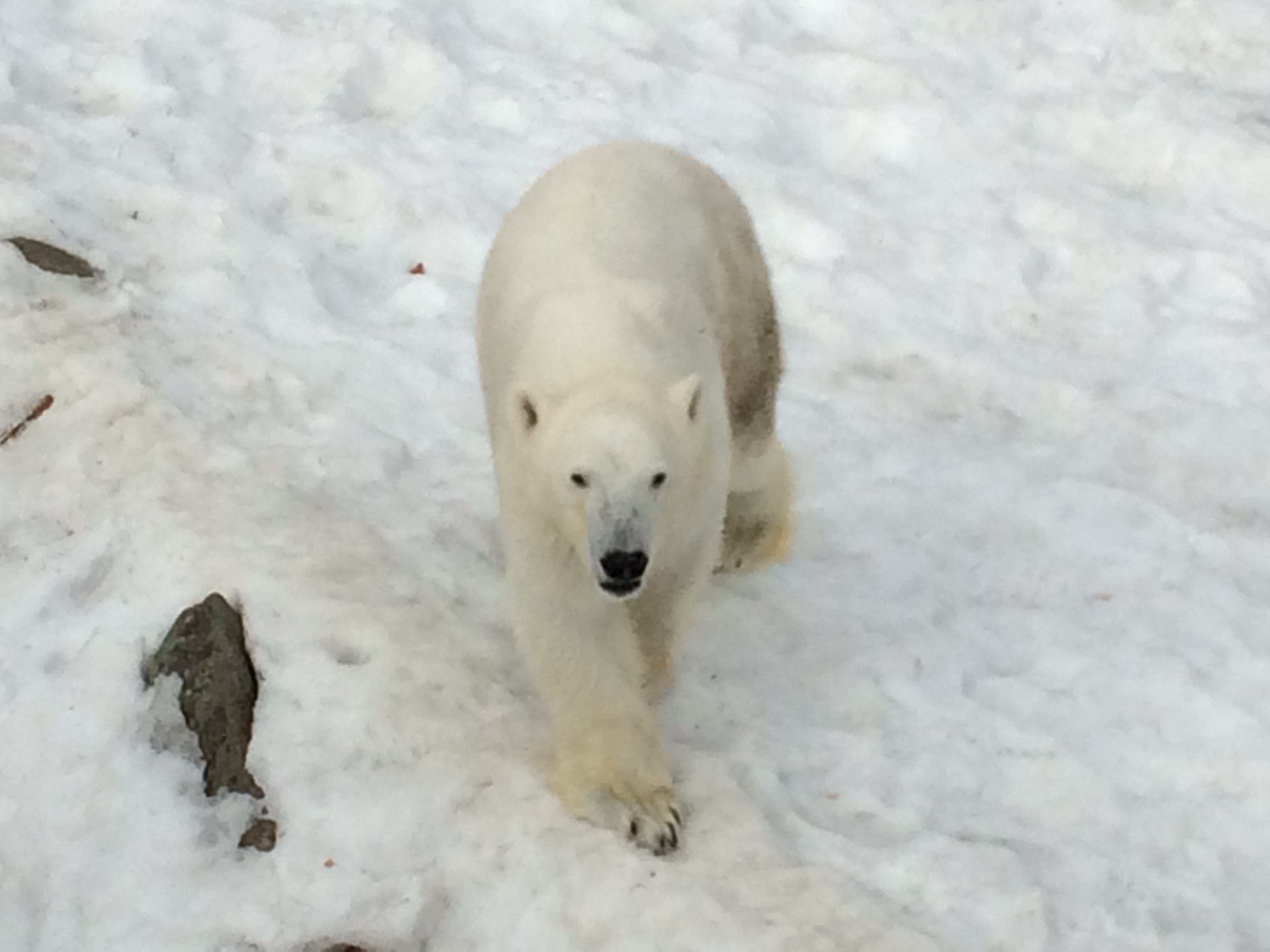
Isbjörn i Ranua djurpark.